# Effingham (Surrey)
Effingham – wieś w Anglii, w hrabstwie Surrey, w dystrykcie Guildford. Leży 33 km na południowy zachód od centrum Londynu. Miejscowość liczy 2556 mieszkańców.